# Les Plus Grands Succès de Céline Dion
Albums de Céline Dion
Les Oiseaux du bonheur
(1984) C'est pour toi
(1985)
Les Plus Grands Succès de Céline Dion est la troisième compilation de Céline Dion, sortie le 17 septembre 1984 et distribuée uniquement au Canada. Elle est constituée de titres provenant des albums  La Voix du Bon Dieu (1981), Tellement j'ai d'amour… (1982), Chants et contes de Noël  et Les Chemins de ma maison (1983).

## Historique
À 16 ans, la chanteuse connaît déjà une compilation de ses plus grands succès dans son pays. Elle alloue une partie des bénéfices des ventes de celui-ci à l'Association québécoise de la fibrose kystique. Son lancement est organisé depuis le Centre hospitalier universitaire Sainte-Justine. Distribué exclusivement au Québec, l'album est disponible dans les supermarchés Steinberg afin de le rapprocher du public.

## Liste des titres
| No  | Titre                           | Auteur                                       | Durée |
| --- | ------------------------------- | -------------------------------------------- | ----- |
| 1.  | Ce n'était qu'un rêve           | Thérèse Dion, Céline Dion, Jacques Dion      | 3:56  |
| 2.  | La Voix du Bon Dieu             | Eddy Marnay                                  | 3:21  |
| 3.  | Tellement j'ai d'amour pour toi | Marnay, Hubert Giraud                        | 2:57  |
| 4.  | D'amour ou d'amitié             | Marnay, Jean-Pierre Lang, Roland Vincent     | 4:02  |
| 5.  | Glory Alleluia                  | André DiFusco, André Pascal                  | 3:33  |
| 6.  | Mon ami m'a quittée             | Marnay, Christian Loigerot, Thierry Geoffroy | 3:02  |
| 7.  | Ne me plaignez pas              | Marnay, Steve Thompson                       | 3:41  |
| 8.  | Un enfant                       | Jacques Brel, Gérard Jouannest               | 2:56  |
| 9.  | Vivre et donner                 | Marnay, Ben Kaye                             | 2:27  |
| 10. | Les Chemins de ma maison        | Marnay, Patrick Lemaitre, Alain Bernard      | 4:02  |

## Distribution
| Pays   | Date              | Label           | Format   | Catalogue  |
| ------ | ----------------- | --------------- | -------- | ---------- |
| Canada | 17 septembre 1984 | Productions TBS | Disque   | TBS XX001  |
| Canada | 17 septembre 1984 | Productions TBS | Cassette | TBS 4XX001 |

## Classements
| Classement            | Position | Certifié | Ventes |
| --------------------- | -------- | -------- | ------ |
| Canadian Albums Chart | —        | Or       | 75 000 |